# Comuna Reabuhî, Talalaiivka
Reabuhî (în ucraineană Рябухи) este o comună în raionul Talalaiivka, regiunea Cernihiv, Ucraina, formată din satele Cervonîi Pluhatar, Hrîțivka, Petkiv, Reabuhî (reședința) și Stepanivske.

## Demografie
Componența lingvistică a comunei Reabuhî
     Ucraineană (97,62%)
     Rusă (2,29%)
     Alte limbi (0,09%)
Conform recensământului din 2001, majoritatea populației comunei Reabuhî era vorbitoare de ucraineană (97,62%), existând în minoritate și vorbitori de rusă (2,29%).